# Diecéze Sia-men
Diecéze Sia-men je římskokatolická diecéze nacházející se v Číně.

## Území
Zahrnuje část území provincie Fu-ťien, souostroví Ma-cu a okres Ťin-men.
Biskupským sídlem je město Sia-men, kde se nachází hlavní chrám, katedrála Svatého růžence.

## Historie
Dne 11. prosince 1883 byl brevem Quod iampridem papeže Lva XIII. zřízen z části území apoštolského vikariátu Severní Fu-ťien nový apoštolský vikariát Amoy.
Dne 19. července 1913 byla z části území vikariátu vytvořena apoštolská prefektura Formosa.
Dne 11. dubna 1946 byl vikariát bulou Quotidie Nos papeže Pia XII. povýšen na diecézi.

## Seznam apoštolských vikářů a biskupů
- Andrés Chinchón, O.P. (1883–1892)
- Ignacio Ibáñez, O.P. (1893–1893)
- Esteban Sánchez de las Heras, O.P. (1895–1896)
  - Alejandro Cañál, O.P. (1898–1898) zemřel před biskupským svěcením
- Isidoro Clemente Gutiérrez, O.P. (1899–1915)
- Manuel Prat Pujoldevall, O.P. (1916–1947)
- Juan Bautista Velasco Díaz, O.P. (1948–1983)
- Joseph Huang Zi-yu (1986–1991)
  - sede vacante (1991–2007)
- Joseph Cai Bing-rui (2007–2025)